# Ārons Bogoļubovs
Ārons Bogoļubovs, ros. Арон Гершевич Боголюбов; Aron Gierszewicz Bogolubow (ur. 30 grudnia 1938 w Leningradzie) – radziecki judoka i zawodnik sambo.

## Kariera
W 1952 rozpoczął karierę zawodnika sambo w Dinamo Ryga. W 1956 zaczął starty w międzynarodowych zawodach. W 1958 został mistrzem ZSRR w sambo w wadze do 68 kg i otrzymał tytuł mistrza sportu. W 1959 zdobył brązowy medal na mistrzostwach ZSRR w sambo w wadze do 68 kg, a w 1960 powtórzył to osiągnięcie. W 1963 wygrał mistrzostwa Europy w judo w wadze do 68 kg oraz został mistrzem ZSRR w sambo w tej samej wadze. W 1964 wystartował na igrzyskach olimpijskich, na których zdobył brązowy medal w wadze lekkiej w judo. W grupie walczył z Eiamem Harssarungsrim z Tajlandii i Nguyễn Văn Bìnhem z Wietnamu Południowego. Bogoļubovs wygrał oba swoje pojedynki, a w ćwierćfinale pokonał przez waza-ari Park Cheong-sama z Korei Południowej. W półfinale przegrał przez kinsę z Erikiem Hännim. W tym samym roku został też mistrzem Europy w judo w wadze do 68 kg oraz mistrzem ZSRR w sambo w tej samej wadze. W 1965 został mistrzem Europy w klasyfikacji zespołowej. W 1966 został brązowym medalistą mistrzostw Europy w wadze do 70 kg. Niedługo potem zakończył karierę. Po zakończeniu kariery został trenerem. W latach 70. był dyrektorem technicznym reprezentacji ZSRR oraz jej szkoleniowcem. Trenował także kadrę Leningradu, którą reprezentował Władimir Putin.

## Życie prywatne
Jest Żydem. Obecnie mieszka w Hamburgu, gdzie jest trenerem drużyny TH Eilbeck. Jest Zasłużonym Mistrzem Sportu ZSRR i Rosji. Ukończył Rosyjski Państwowy Uniwersytet Pedagogiczny im. A. I. Herzena w Leningradzie. Jego stryjem był poeta Iosif Utkin.